# Podensac
Podensac ist eine französische Gemeinde mit 3300 Einwohnern (Stand 1. Januar 2022) im Département Gironde in der Region Nouvelle-Aquitaine. Sie gehört zum Kanton Les Landes des Graves.

## Geografie
Die Gemeinde liegt am linken Ufer der Garonne, etwa 15 Kilometer nordwestlich von Langon.

## Infrastruktur
Der Bahnhof von Podensac befindet sich an der Eisenbahnlinie Bordeaux-Sète der SNCF. Dort verkehren TER-Züge.
Eine Straßenverbindung besteht zur Autoroute A62.
Die Départementsstraße D1113 durchquert die Ortschaft. Von ihr zweigt die D11 ab.

## Wirtschaft
In Podensac befindet sich der Sitz des Spirituosenherstellers Lillet.

## Bevölkerungsentwicklung
| Jahr      | 1962 | 1968 | 1975 | 1982 | 1990 | 1999 | 2007 | 2017 |
| --------- | ---- | ---- | ---- | ---- | ---- | ---- | ---- | ---- |
| Einwohner | 1663 | 1823 | 1925 | 2219 | 2261 | 2267 | 2600 | 3215 |

## Sehenswürdigkeiten
- Wasserturm (Château d'eau de Le Corbusier aus dem Jahr 1917, benannt nach dem Erbauer)
- Kirche St. Vincent
- Château Chavat
- Kriegerdenkmal

Siehe auch: Liste der Monuments historiques in Podensac